# Вила Аурора
«Вила Аурора» — бразильский футбольный клуб из города Рондонополис.

## История
Клуб основан 5 мая 1964 года, домашние матчи проводит на арене «Эстадио Энженьеро Лутеро Лопес» (другое название «Калдейрао»), вмещающей 18 500 зрителей. Главным достижением «Вила Аурора» является победа в чемпионате штата Мату-Гросу, в 2005 году.
В 2010 году клуб выступал в Серии D Бразилии.

## Достижения
- Лига Мату-Гроссенсе:
  - Чемпион (1): 2005.